# Juhász Jázmin
Juhász Jázmin (Budapest, 1999. október 29. –) magyar színésznő.

## Életpályája
Apai nagyapja Juhász Jácint színművész. A Pitypang Utcai Általános Iskolában tanult, majd a Nemes Nagy Ágnes Művészeti Középiskolában folytatta tanulmányait. 2019-2024 között a Kaposvári Egyetem színművész szakán tanult, Eperjes Károly és Szalma Tamás osztályában. 2024-től szabadúszó, 2025-től a salgótarjáni Zenthe Ferenc Színház tagja.

## Színházi szerepei

### Győri Nemzeti Színház
- Balettláb (Ajra)
- EternalGames-A Végtelen játékai (Julcsi)
- Ármány és szerelem (Lujza)
- Buborékok (Aranka)
- Énekes madár (Gondos Magdolna)
- Mindenkinek mindene (Magdi)[6]
- Szerelmes Shakespeare (Viola)[7]

## Filmes és televíziós szerepei
- Pokoli rokonok (2025) ...Dr. Aczél Zsófia[8]
- Gólkirályság (2024) ...Titkárnő
- Marsra magyar! (2023) ...Hegesztő lány
- Az almafa virága (2023) ...Fiatal Katalin
- A Tanár ...Stefi